# 1656
Il 1656 (MDCLVI in numeri romani) è un anno bisestile del XVII secolo.

## Eventi
- Un'epidemia di peste devasta Genova[senza fonte] e il regno di Napoli.
- Viene fondato il Banco di Stoccolma.
- Invenzione dell'orologio a pendolo in Olanda.
- Rembrandt dipinge Lezione di anatomia del dottor Deijman.
- Diego Velázquez dipinge il suo capolavoro: Las Meninas.
- I cantoni protestanti di Zurigo e Berna sono sconfitti da quelli cattolici nella prima guerra di Villmergen. Cade così il progetto di unità federale svizzera e permane il principio di autonomia di ciascun cantone.
- Colombo viene conquistata dalle truppe olandesi.
- È in corso la seconda guerra del nord tra la Polonia-Lituania di Re Giovanni II Casimiro pretendente al trono svedese, contro l'Impero svedese di Re Carlo X entrato in guerra sia per difendersi dalle pretese polacche che per l'espansione russa dello Zar Alessio I alleata dei cosacchi, ai danni della Polonia-Lituania. Contro quest'ultima, partecipa al conflitto anche la Transilvania che sarà sconfitta, e negli anni successivi anche la Danimarca-Norvegia di re Federico III alleata con le Province Unite contro la Svezia al fine di impedirgli di avere il monopolio sul Mar Baltico.
  - 17 gennaio – La Svezia e il Brandeburgo del Principe Federico Guglielmo I di Hohenzollern firmano un trattato di alleanza contro la Polonia-Lituania.
  - 21 giugno – I polacchi si riprendono Varsavia conquistata l'anno precedente dagli svedesi.
  - 30 luglio – Carlo X assieme all'esercito del Brandeburgo riconquista per la seconda volta Varsavia dopo 3 giorni di battaglia.
  - L'espansione svedese preoccupa lo Zar Alessio I. Durante L'estate la Russia firma con la Polonia-Lituania il Trattato di pace di Vilno e si schiera contro l'Impero svedese assediando Riga che all'epoca era la seconda città della Svezia.
  - 20 novembre – Carlo X stipula un nuovo trattato di alleanza con Federico Guglielmo I, il Trattato di Labiau, il quale stabilisce che in caso di vittoria della guerra, la Prussia, ora vassallo della Polonia-Lituania, sarebbe stata annessa al Brandeburgo.
- 17 maggio – Francesco Corner viene eletto 101º Doge della Repubblica di Venezia.
- 15 giugno – Bertuccio Valier viene eletto 102º Doge della Repubblica di Venezia.
- 26 giugno – Nel corso della seconda spedizione sullo stretto dei Dardanelli, la flotta veneziana, al comando dell'ammiraglio Lorenzo Marcello (che morirà in battaglia), conquista all'Impero Ottomano le isole di Lemno e Tenedo.

## Nati

### Gennaio
- 14 gennaio - Giovanna Maddalena di Sassonia-Altenburg, duchessa tedesca († 1686)
- 20 gennaio - Simone Brentana, pittore italiano († 1742)

### Febbraio
- 2 febbraio - Charles Churchill, nobile, politico e generale britannico († 1714)
- 7 febbraio - Maria Selvaggia Borghini, poetessa italiana († 1731)
- 9 febbraio - Rosa Venerini, religiosa e educatrice italiana († 1728)
- 10 febbraio - Ferdinand de Marsin, generale e diplomatico francese († 1706)
- 16 febbraio - Anthony Cary, nobile e politico scozzese († 1694)
- 26 febbraio - Abraham van der Wenne, incisore olandese († 1694)

### Marzo
- 1º marzo - Angela Maria Caterina d'Este, principessa italiana († 1722)
- 2 marzo - Jan Frans van Douven, pittore olandese († 1727)
- 6 marzo - Gaetano Francesco Caetani, IX duca di Sermoneta, nobile italiano († 1716)
- 10 marzo - Giacomo Serpotta, scultore e stuccatore italiano († 1732)
- 11 marzo - Maria Elisabetta d'Assia-Darmstadt, nobile († 1715)
- 23 marzo - Marco Ottoboni, I duca di Fiano, nobile e militare italiano († 1725)
- 26 marzo - Nicolaas Hartsoeker, matematico e fisico olandese († 1725)
- 31 marzo - Giovanni Battista Bussi, cardinale e arcivescovo cattolico italiano († 1726)

### Aprile
- 5 aprile - Nikita Demidov, imprenditore russo († 1725)
- 9 aprile - Francesco Trevisani, pittore italiano († 1746)
- 10 aprile - Antonio Gaspari, architetto italiano († 1723)
- 17 aprile - William Molyneux, scienziato e scrittore irlandese († 1698)
- 25 aprile - Giovanni Antonio Burrini, pittore italiano († 1727)

### Maggio
- 4 maggio - Giovanni Luigi I di Anhalt-Zerbst, principe († 1704)
- 8 maggio - Giovan Battista Trionfetti, naturalista italiano († 1708)
- 10 maggio - Gerolamo Francesco Malpasciuto, vescovo cattolico italiano († 1728)
- 31 maggio - Marin Marais, gambista e compositore francese († 1728)

### Giugno
- 5 giugno - Joseph Pitton de Tournefort, botanico francese († 1708)
- 11 giugno - Giovanni Battista Braschi, arcivescovo e storico italiano († 1736)
- 11 giugno - Antonio Cifrondi, pittore italiano († 1730)
- 21 giugno - Giacomo Falconetti, vescovo cattolico italiano († 1710)

### Luglio
- 14 luglio - Massimiliano Carlo di Löwenstein-Wertheim-Rochefort, militare austriaco († 1718)
- 20 luglio - Johann Bernhard Fischer von Erlach, architetto austriaco († 1723)

### Agosto
- 3 agosto - Jean Galbert de Campistron, drammaturgo francese († 1723)
- 16 agosto - Christian Knaut, botanico e bibliotecario tedesco († 1716)
- 16 agosto - Léon Potier de Gesvres, cardinale e arcivescovo cattolico francese († 1744)

### Settembre
- 2 settembre - Girolamo Bonoli, religioso, storico e scrittore italiano († 1741)
- 6 settembre - Guillaume Dubois, cardinale e arcivescovo cattolico francese († 1723)
- 6 settembre - Johann Caspar Ferdinand Fischer, compositore, clavicembalista e organista tedesco († 1746)
- 11 settembre - Ulrica Eleonora di Danimarca, regina († 1693)
- 26 settembre - Thomas Bruce, III conte di Elgin, nobile e politico scozzese († 1741)

### Ottobre
- 6 ottobre - Bernardino Scotti, cardinale italiano († 1726)
- 10 ottobre - Nicolas de Largillière, pittore francese († 1746)

### Novembre
- 3 novembre - Georg von Reutter, organista e compositore austriaco († 1738)
- 5 novembre - Giovanni Vincenzo de Filippi, vescovo cattolico italiano († 1738)
- 8 novembre - Edmond Halley, astronomo, matematico e fisico inglese († 1742)
- 27 novembre - Bruno Tozzi, religioso, botanico e micologo italiano († 1743)

### Dicembre
- 10 dicembre - Charles-Albert II Le Moyne de Longueil, militare e politico francese († 1729)
- 11 dicembre - Johann Michael Rottmayr, pittore austriaco († 1730)
- 27 dicembre - Tarquinio Grassi, pittore italiano († 1733)

### Senza giorno specificato
- Guru Har Krishan, mistico indiano († 1664)
- Pietro Antonio Avanzini, pittore italiano († 1733)
- Martino Bitti, compositore e violinista italiano († 1743)
- Carlo Francesco Bizzaccheri, architetto italiano († 1721)
- Hans Caspar von Bothmer, diplomatico e politico tedesco († 1732)
- Felice Cappelletti, pittore italiano († 1738)
- John Closterman, pittore tedesco († 1713)
- David Colyear, I conte di Portmore, nobile e generale scozzese († 1730)
- Domenico Corbarelli, scultore italiano († 1732)
- Robert de Cotte, architetto francese († 1735)
- Charles Davenant, scrittore inglese († 1714)
- Giuseppe Felice, pittore italiano († 1734)
- Maria Oriana Galli da Bibbiena, pittrice italiana († 1749)
- Jan Gottlieb Glauber, pittore e incisore olandese († 1703)
- Nikolaes Heinsius il Giovane, medico e scrittore olandese († 1718)
- Thomas Herbert, VIII conte di Pembroke, politico e ammiraglio inglese († 1733)
- Joseph Jenckes, politico statunitense († 1740)
- Gomidas Keumurdjian, presbitero armeno († 1707)
- Hermann Korb, architetto tedesco († 1735)
- François Lefort, militare svizzero († 1699)
- Antonio Floriano del Liechtenstein, principe austriaco († 1721)
- Olimpia Ludovisi, nobildonna italiana († 1700)
- Benoît de Maillet, diplomatico francese († 1738)
- Charles Montagu, I duca di Manchester, politico inglese († 1722)
- Jean-Baptiste Moreau, compositore francese († 1733)
- Constantine Phipps, giudice irlandese († 1723)
- Andrea Porta, pittore italiano († 1723)
- Sante Prunati, pittore italiano († 1728)
- Jean Quinault, attore teatrale francese († 1728)
- Charles-René Reynaud, matematico francese († 1728)
- Martin Schurig, medico tedesco († 1733)
- Massimiliano Soldani Benzi, pittore, scultore e medaglista italiano († 1740)
- Grigorij Dmitrievič Stroganov, politico russo († 1715)
- Kateri Tekakwitha, religiosa nativa americana († 1680)
- Matthew Tindal, filosofo inglese († 1733)
- Gaetano Veneziano, compositore italiano († 1716)
- Edward Villiers, I conte di Jersey, nobile e politico inglese († 1711)
- Johann Paul von Westhoff, compositore e violinista tedesco († 1705)
- Francis Wheler, ammiraglio inglese († 1694)
- Willem Wissing, pittore olandese († 1687)
- Gaetano Zumbo, abate e scultore italiano († 1701)
- Giovanni Battista de Miro, religioso e grecista italiano († 1731)

## Morti

### Gennaio
- 10 gennaio - Orazio Fidani, pittore italiano (n. 1606)
- 16 gennaio - Roberto de Nobili, gesuita e missionario italiano (n. 1577)
- 18 gennaio - Augusto di Sassonia-Lauenburg, nobile (n. 1577)
- 22 gennaio - Tommaso Francesco di Savoia, principe italiano (n. 1596)
- 26 gennaio - Nicolas Chaperon, pittore e incisore francese (n. 1612)
- 30 gennaio - Teodoro Ameyden, avvocato, poeta e storico fiammingo (n. 1586)
- 30 gennaio - Pierdonato Cesi, cardinale italiano (n. 1583)

### Febbraio
- 16 febbraio - Marco Gradenigo, patriarca cattolico italiano (n. 1589)
- 25 febbraio - Enrichetta Caterina di Joyeuse, nobile francese (n. 1585)
- 26 febbraio - Valdemaro Cristiano di Schleswig-Holstein, conte danese (n. 1622)
- 27 febbraio - Meleki Hatun, ottomana

### Marzo
- 6 marzo - Bernardo Morando, poeta e romanziere italiano (n. 1589)
- 6 marzo - Carlo Giuseppe Orrigoni, poeta e scrittore italiano (n. 1595)
- 9 marzo - Giovanni Francesco Serra, II marchese di Strevi, nobile e militare italiano (n. 1609)
- 19 marzo - Georgius Calixtus, teologo tedesco (n. 1586)
- 21 marzo - James Ussher, arcivescovo anglicano irlandese (n. 1581)

### Aprile
- 4 aprile - Angelo Maria Ciria, arcivescovo cattolico italiano (n. 1610)
- 16 aprile - Pavel di Kolomna, vescovo ortodosso russo
- 20 aprile - Marco VI di Alessandria, arcivescovo cristiano orientale egiziano
- 24 aprile - Francesco Cherubini, cardinale e vescovo cattolico italiano (n. 1585)
- 24 aprile - Thomas Fincke, matematico e fisico danese (n. 1561)
- 25 aprile - Abaza Siyavush Pascià I, politico e militare ottomano
- 27 aprile - Jan van Goyen, pittore olandese (n. 1596)
- 27 aprile - Gerard van Honthorst, pittore olandese (n. 1592)
- 29 aprile - Baccio del Bianco, pittore, architetto e scenografo italiano (n. 1604)

### Maggio
- 1º maggio - Domenico Cecchini, cardinale italiano (n. 1589)
- 1º maggio - Carlo Contarini, doge (n. 1580)
- 10 maggio - Andrea Calcese, attore teatrale italiano (n. 1595)
- 17 maggio - Dirck Hals, pittore e disegnatore olandese (n. 1591)
- 19 maggio - Giorgio Luigi di Nassau-Dillenburg, nobile tedesco (n. 1618)
- 22 maggio - Domenico Pieratti, scultore italiano (n. 1600)
- 24 maggio - Paolo Giordano II Orsini, sovrano italiano (n. 1591)

### Giugno
- 5 giugno - Francesco Corner, doge (n. 1585)
- 9 giugno - Thomas Tomkins, compositore inglese (n. 1572)
- 26 giugno - Lorenzo Marcello, ammiraglio e politico italiano (n. 1603)

### Luglio
- 2 luglio - François-Marie de Broglie, nobile e militare italiano (n. 1611)
- 5 luglio - Michele Lorenzo Mancini, nobile, astrologo e alchimista italiano (n. 1602)
- 7 luglio - Michelangelo Rossi, compositore, violinista e organista italiano
- 12 luglio - Gian Giacomo Barbelli, pittore italiano (n. 1604)
- 12 luglio - Marco Aurelio Severino, medico italiano (n. 1580)
- 13 luglio - Maria Apollonia di Savoia, religiosa italiana (n. 1594)
- 23 luglio - Giovanni Battista Lancellotti, vescovo cattolico italiano (n. 1575)
- 29 luglio - Andrea Falconieri, musicista, cantante e compositore italiano

### Agosto
- 3 agosto - Teodoro Trivulzio, cardinale italiano (n. 1597)
- 8 agosto - Salomon Koninck, pittore e incisore olandese (n. 1609)
- 11 agosto - Ottavio Piccolomini, nobile e militare italiano (n. 1599)

### Settembre
- 8 settembre - Joseph Hall, vescovo anglicano, poeta e scrittore britannico (n. 1574)
- 12 settembre - Erasmo di Bartolo, compositore italiano (n. 1606)
- 12 settembre - Philip Stanhope, I conte di Chesterfield, nobile inglese (n. 1584)
- 19 settembre - Francisco López de Zúñiga, generale spagnolo (n. 1599)
- 21 settembre - Richard Capel, religioso inglese (n. 1586)
- 22 settembre - Cristiano II di Anhalt-Bernburg, letterato tedesco (n. 1599)
- 30 settembre - Nicolò Crasso, giurista e poeta italiano (n. 1585)

### Ottobre
- 8 ottobre - Giovanni Giorgio I di Sassonia, principe (n. 1585)
- 14 ottobre - Pierfrancesco Scarampi, religioso italiano (n. 1596)
- 16 ottobre - Johannes van Bronckhorst, pittore olandese (n. 1627)
- 21 ottobre - Luigi La Nuza, presbitero e missionario italiano (n. 1591)
- 22 ottobre - Pietro Paolo de' Medici, vescovo cattolico italiano
- 27 ottobre - Iacopo Bonavita, scultore e intagliatore italiano
- 27 ottobre - Si Suthammaracha, sovrano siamese
- 30 ottobre - Ferruccio Baffa Trasci, vescovo cattolico, teologo e filosofo italiano (n. 1590)

### Novembre
- 6 novembre - Giovanni IV del Portogallo, nobile portoghese (n. 1604)
- 12 novembre - Albrycht Radziwiłł, nobile e politico polacco (n. 1595)
- 29 novembre - Thomas Mytton, politico e generale inglese

### Dicembre
- 2 dicembre - Alessandro dal Borro, condottiero italiano (n. 1600)
- 4 dicembre - Luigi Grimani, vescovo cattolico italiano
- 20 dicembre - David Beck, pittore olandese (n. 1621)
- 23 dicembre - Youhanna Bawab, patriarca cattolico libanese
- 28 dicembre - Laurent de La Hyre, pittore francese (n. 1606)
- 29 dicembre - Girolama Mazzarini, nobile italiana (n. 1614)

### Senza giorno specificato
- Guido Ubaldo Abbatini, pittore italiano
- Francesco Barbarano de' Mironi, religioso e storico italiano (n. 1596)
- Jacopo Barbello, pittore italiano (n. 1590)
- Agostino Beltrano, pittore italiano (n. 1607)
- Paolo Emilio Besenzi, pittore, scultore e architetto italiano (n. 1608)
- Andrea Bolgi, scultore italiano (n. 1606)
- Giovanni Camillo Cacace, giurista italiano
- Lucio Camarra, storico italiano (n. 1596)
- Remigio Cantagallina, incisore e pittore italiano
- Felice Casati, monaco cristiano italiano (n. 1581)
- Bernardo Cavallino, pittore italiano (n. 1616)
- Chai, sovrano siamese (n. 1622)
- Onofrio De Lione, pittore italiano (n. 1608)
- Pacecco De Rosa, pittore italiano (n. 1607)
- Juan Do, pittore spagnolo (n. 1601)
- Eleazar di Anzersk, monaco cristiano russo
- Aniello Falcone, pittore e artista italiano (n. 1607)
- Francesco Fontana, astronomo e avvocato italiano
- Francesco Fracanzano, pittore italiano (n. 1612)
- Thomas Gage, religioso britannico
- Onofrio Antonio Gisolfi, ingegnere e architetto italiano
- Palmerio Grasso, scultore e intagliatore italiano
- Johan van Heemskerk, poeta e avvocato olandese (n. 1597)
- William Howe, naturalista britannico (n. 1620)
- Jalangtuš Bahadur, condottiero uzbeko (n. 1576)
- Petrus Lucius, tipografo tedesco (n. 1590)
- Raffaello Magiotti, scienziato italiano (n. 1597)
- Girolamo Marulli, italiana (n. 1580)
- Martino Megale, vescovo cattolico italiano
- Pieter Neefs I, pittore e disegnatore fiammingo
- Alfonso Parigi il Giovane, architetto italiano (n. 1606)
- Giovanni De Gregorio, pittore italiano
- Prasat Thong, sovrano siamese (n. 1600)
- Giovanni Antonio Rocca, matematico italiano (n. 1607)
- Giovanni Battista Seni, astrologo italiano (n. 1600)
- Shimun XI
- Benedikt Sőlőši, poeta e gesuita slovacco (n. 1609)
- Massimo Stanzione, pittore italiano (n. 1585)
- Harmen Steenwijck, pittore olandese (n. 1612)
- Agazio Stoia, architetto e gesuita italiano (n. 1592)
- Francesco Turini, compositore italiano
- Antoine de Ville, ingegnere militare francese (n. 1596)
- Stefan Vonifat'ev, religioso russo
- Edmund Wingate, matematico e giurista britannico (n. 1596)
- Serafino della Salandra, poeta italiano (n. 1595)

## Calendario
| Calendario 1656 | Calendario 1656 | Calendario 1656 | Calendario 1656 | Calendario 1656 | Calendario 1656 | Calendario 1656 | Calendario 1656 | Calendario 1656 | Calendario 1656 | Calendario 1656 | Calendario 1656 | Calendario 1656 | Calendario 1656 | Calendario 1656 | Calendario 1656 | Calendario 1656 | Calendario 1656 | Calendario 1656 | Calendario 1656 | Calendario 1656 | Calendario 1656 | Calendario 1656 | Calendario 1656 | Calendario 1656 | Calendario 1656 | Calendario 1656 | Calendario 1656 | Calendario 1656 | Calendario 1656 | Calendario 1656 | Calendario 1656 | Calendario 1656 |
| --------------- | --------------- | --------------- | --------------- | --------------- | --------------- | --------------- | --------------- | --------------- | --------------- | --------------- | --------------- | --------------- | --------------- | --------------- | --------------- | --------------- | --------------- | --------------- | --------------- | --------------- | --------------- | --------------- | --------------- | --------------- | --------------- | --------------- | --------------- | --------------- | --------------- | --------------- | --------------- | --------------- |
|                 | 1               | 2               | 3               | 4               | 5               | 6               | 7               | 8               | 9               | 10              | 11              | 12              | 13              | 14              | 15              | 16              | 17              | 18              | 19              | 20              | 21              | 22              | 23              | 24              | 25              | 26              | 27              | 28              | 29              | 30              | 31              |                 |
| Gennaio         | Sa              | Do              | Lu              | Ma              | Me              | Gi              | Ve              | Sa              | Do              | Lu              | Ma              | Me              | Gi              | Ve              | Sa              | Do              | Lu              | Ma              | Me              | Gi              | Ve              | Sa              | Do              | Lu              | Ma              | Me              | Gi              | Ve              | Sa              | Do              | Lu              |                 |
| Febbraio        | Ma              | Me              | Gi              | Ve              | Sa              | Do              | Lu              | Ma              | Me              | Gi              | Ve              | Sa              | Do              | Lu              | Ma              | Me              | Gi              | Ve              | Sa              | Do              | Lu              | Ma              | Me              | Gi              | Ve              | Sa              | Do              | Lu              | Ma              |                 |                 |                 |
| Marzo           | Me              | Gi              | Ve              | Sa              | Do              | Lu              | Ma              | Me              | Gi              | Ve              | Sa              | Do              | Lu              | Ma              | Me              | Gi              | Ve              | Sa              | Do              | Lu              | Ma              | Me              | Gi              | Ve              | Sa              | Do              | Lu              | Ma              | Me              | Gi              | Ve              |                 |
| Aprile          | Sa              | Do              | Lu              | Ma              | Me              | Gi              | Ve              | Sa              | Do              | Lu              | Ma              | Me              | Gi              | Ve              | Sa              | Do              | Lu              | Ma              | Me              | Gi              | Ve              | Sa              | Do              | Lu              | Ma              | Me              | Gi              | Ve              | Sa              | Do              |                 |                 |
| Maggio          | Lu              | Ma              | Me              | Gi              | Ve              | Sa              | Do              | Lu              | Ma              | Me              | Gi              | Ve              | Sa              | Do              | Lu              | Ma              | Me              | Gi              | Ve              | Sa              | Do              | Lu              | Ma              | Me              | Gi              | Ve              | Sa              | Do              | Lu              | Ma              | Me              |                 |
| Giugno          | Gi              | Ve              | Sa              | Do              | Lu              | Ma              | Me              | Gi              | Ve              | Sa              | Do              | Lu              | Ma              | Me              | Gi              | Ve              | Sa              | Do              | Lu              | Ma              | Me              | Gi              | Ve              | Sa              | Do              | Lu              | Ma              | Me              | Gi              | Ve              |                 |                 |
| Luglio          | Sa              | Do              | Lu              | Ma              | Me              | Gi              | Ve              | Sa              | Do              | Lu              | Ma              | Me              | Gi              | Ve              | Sa              | Do              | Lu              | Ma              | Me              | Gi              | Ve              | Sa              | Do              | Lu              | Ma              | Me              | Gi              | Ve              | Sa              | Do              | Lu              |                 |
| Agosto          | Ma              | Me              | Gi              | Ve              | Sa              | Do              | Lu              | Ma              | Me              | Gi              | Ve              | Sa              | Do              | Lu              | Ma              | Me              | Gi              | Ve              | Sa              | Do              | Lu              | Ma              | Me              | Gi              | Ve              | Sa              | Do              | Lu              | Ma              | Me              | Gi              |                 |
| Settembre       | Ve              | Sa              | Do              | Lu              | Ma              | Me              | Gi              | Ve              | Sa              | Do              | Lu              | Ma              | Me              | Gi              | Ve              | Sa              | Do              | Lu              | Ma              | Me              | Gi              | Ve              | Sa              | Do              | Lu              | Ma              | Me              | Gi              | Ve              | Sa              |                 |                 |
| Ottobre         | Do              | Lu              | Ma              | Me              | Gi              | Ve              | Sa              | Do              | Lu              | Ma              | Me              | Gi              | Ve              | Sa              | Do              | Lu              | Ma              | Me              | Gi              | Ve              | Sa              | Do              | Lu              | Ma              | Me              | Gi              | Ve              | Sa              | Do              | Lu              | Ma              |                 |
| Novembre        | Me              | Gi              | Ve              | Sa              | Do              | Lu              | Ma              | Me              | Gi              | Ve              | Sa              | Do              | Lu              | Ma              | Me              | Gi              | Ve              | Sa              | Do              | Lu              | Ma              | Me              | Gi              | Ve              | Sa              | Do              | Lu              | Ma              | Me              | Gi              |                 |                 |
| Dicembre        | Ve              | Sa              | Do              | Lu              | Ma              | Me              | Gi              | Ve              | Sa              | Do              | Lu              | Ma              | Me              | Gi              | Ve              | Sa              | Do              | Lu              | Ma              | Me              | Gi              | Ve              | Sa              | Do              | Lu              | Ma              | Me              | Gi              | Ve              | Sa              | Do              |                 |